# Demi Lovato
Demetria Devonne Lovato (født 20. august 1992) er en amerikansk skuespiller og sangskriver. Lovato er bedst kendt for sin rolle som Mitchie Torres i Disney Channel-filmen Camp Rock og Sonny Monroe i Sonnys Chance (Sonny With A Chance). Udover at være skuespiller er Lovato også en soloartist som udgav sit debutalbum Don’t Forget 23. september 2008. Albummet debuterede som nummer to på Billboard 200 efter at have solgt over 89.000 eksemplarer i løbet af den første uge. Lovato udgav sit andet album Here We Go Again 21. juli 2009 og albummet Unbroken 20. september 2011 i USA. 10. maj 2013 udkom det fjerde album Demi, hvis første single "Heart Attack" opnåede en topti placering på den amerikanske hitliste Billboard Hot 100. Lovatos femte album Confident blev udgivet 16. oktober 2015 og står bag hit-singlerne "Cool for the Summer" og "Stone Cold", som mange forbinder med Lovatos navn. Lovatos album Tell Me You Love Me (2017) producerede sangerens mest populære single i USA til dato, "Sorry Not Sorry". Singlen toppede som nr. 6 på Billboard Hot 100. I Europa oplevede Lovato i sommeren 2018 stor succes med EDM-singlen "Solo", som blev lavet i sammarbejde med den britiske EDM-gruppe Clean Bandit.

## Opvækst
Lovato blev født i Dallas i Texas. Familien bestod af forældrene Patrick og Diana Lovato, storesøsteren Dallas og den yngre halvsøster Madison De La Garza. Demis mor, Diana Heart, var en Dallas Cowboy Cheerleader og countrykunstner; faderen, Patrick, flyttede til New Mexico efter deres ægteskab sluttede i 1994.

## Karriere
Lovato begyndte sin karriere som seksårig i børne-tv-serien Barney & Friends som Angela i sæson 7 og 8. I 2006 var Lovato gæstestjerne på serien Prison Break som Danielle Curtin i afsnittet ”First Down”. Lovato var også med i den anden sæson af tv-sitcom Just Jordan som Nicole i afsnittet "Slippery When Wet".
I januar 2007 fik Lovato rollen som Charlotte Adams i Disney Channel-produktionen Når Klokken Ringer USA, der havde premiere 26. august 2007. Et par af Lovatos egne sange, heriblandt "Shadow", var med i showet. Da Lovato forlod serien, blev rollen erstattet af Lindsey Black.
I Disney Channel-filmen Camp Rock fra 2008 spillede Lovato rollen som Mitchie Torres, en fjorten-årig pige med drømmen om at blive en sanger. Filmen havde præmiere 20. juni i USA. Lovato indspillede tre sange til filmens soundtrack og lavede også et cover af sangen "That’s How You Know" til DisneyMedia 6. Lovato underskrev senere en pladekontrakt med Hollywood Records. Coveret af "Wonderful Christmas Time" er med på albummet All Wrapped Up.
Lovatos debutalbum Don't Forget blev udgivet 23. september 2008 i USA, og albummet debuterede som nummer to på Billboard 200 chart. Jonas Brothers hjalp Demi med at skrive seks af sangene til dette album.
I løbet af sommeren 2008 optrådte Lovato som opvarmningsband for Jonas Brothers på deres "Burning Up Tour". Lovato var med i Disney Channel Games i det tredje show og efterfølgende i den anden omgang af showet Studio DC: Almost Live.
I filmen Projekt Prinsesse spillede Lovato rollen som Prinsesse Rosalinde over for Selena Gomez. Filmen havde premiere i USA 26. juni 2009 på Disney Channel. Lovato udgav sit andet album Here We Go Again i USA 21 Juli 2009. Den første single fra albummet med titelsangen blev udgivet 17. juni 2009. Om albummet sagde Lovato: "Det vil blive en anden lyd, så forhåbentligt vil det blive modtaget vel. Jeg synger meget rock, men den her gang ville jeg lave nogle mere John Mayer-agtige sange. Forhåbentlig kan jeg skrive sammen med mennesker som ham." ("It’s going to take a different sound, so hopefully it goes over well. I sing a lot of rock, but this time I want to do more John Mayer-ish type of songs. Hopefully I can write with people like him.")
Lovato spillede Sonny Monroe i Disney-serien, Sonnys Chance, der havde premiere 8 februar 2009. Efter udgivelsen af filmen Camp Rock 2: The Final Jam samt filmens soundtrack i 2010, satte Lovatos personlige problemer karrieren på pause, og det førte til at Sonnys Chance blev afsluttet efter den anden sæson. Efter sin pause besluttede Lovato at ville koncentrere sig om musikken, dog med en gæsteoptræden i tv-serien Glee som den lesbiske Dani.
Fra 2012 til 2014 var Lovato dommer i den amerikanske x-faktor sammen med Simon Cowell og Britney Spears.
Lovato optrådte på 58th Annual Grammy Awards i 2016 sammen med andre kunstnere i en hyldest til Lionel Richie, hvor de sang hans ikoniske sang "Hello".

## Privatliv
I et interview med Ellen DeGeneres indrømmede Lovato at have haft en smertefuld oplevelse med mobning i syvende klasse. Mobberiet var så slemt, at Lovato en dag i et anfald af frustration og ulykkelighed bad sin mor om at blive hjemmeundervist.
Ifølge et interview i MTV kunne Lovato godt lide heavy metal-musik, især black metal og metalcore. Lovato nævnte det symphoniske black metalband Dimmu Borgir som "en af sine yndlingsliveoptrædener". I henhold til et nyere interview er Lovato nu i et gladere sted i sit liv og hører derfor ikke længere metal. I stedet hører Lovato blød musik, der inspirerer til sangskrivning.
I marts-udgaven af det amerikanske blad Teen Vogue udtalte Lovato, at: "Min første passion er musik, fordi det kommer naturligt til mig. Skuespil har været som en hobby." ("My first passion is music, because it comes naturally to me. Acting has been like a hobby.")  Lovato og Selena Gomez var bedste venner som har kendt hinanden siden Lovato spurgte Gomez “om hun ville sidde på min jakke, og tegne med farvekridt med mig” ved optagelsesprøverne til Barney & Friends. De har siden Lovatos behandling i 2010 distanceret sig fra hinanden i offentligheden.
I maj 2021 bekendte Lovato sig som non-binær, og ønskede at blive kaldt "de" eller "dem", da det bedre repræsenterede Lovatos flydende kønsidentitet.

## Diskografi
| Diskografi | Diskografi                           | Diskografi         | Diskografi        | Diskografi |
| År         | Titel                                | Salg (USA)         | Pladeselskab      | Note |
| ---------- | ------------------------------------ | ------------------ | ----------------- | --- |
| 2008       | Camp Rock                            | 17. juli, 2008     | Hollywood Records | Soundtrack, Demi Lovato synger med på fire af sangene |
| 2008       | Disney Mania 6                       |                    | Hollywood Records | Synger sangen That's How You Know |
| 2008       | Don't Forget                         | 23. september 2008 | Hollywood Records | 6 af sangene skrev Lovato sammen med Jonas Brothers |
| 2008       | Disney Channel Christmas             |                    | Hollywood Records | Julesange sunget af Disney Stjerner. Lovato synger Wonderful Christmas Time |
| 2009       | Radio Disney: Jams 11                |                    | Hollywood Records | Synger sangen Get Back |
| 2009       | Music From The 3D Concert Experience |                    | Hollywood Records | Jonas Brothers album, synger sangen This Is Me, som duet med Joe Jonas |
| 2009       | Disney Channel Playlist              |                    | Hollywood Records | Synger tre sange. One and the Same med Selena Gomez (Projekt Prinsesse), So Far So Great (Sonnys Chance) og This Is Me sammen med Joe Jonas (Camp Rock)                                                      |
| 2009       | Here We Go Again                     | 21. Juli 2009      | Hollywood Records | |
| 2011       | Unbroken                             | 20. September 2011 | Hollywood Records | |
| 2013       | Demi                                 | 14. Maj 2013       | Hollywood Records | |
| 2014       | Demi (Deluxe)                        | 1. December 2014   | Hollywood Records | Inkl. ekstra numrene "Up" med Olly Murs, "I Hate You, Dont Leave Me", "Let It Go" (fra disney's Frost) og live fra Honda Center/AnaheimCA; "Give Me Love", "Nightingale", "Neon Ligths", "Really Dont Care". |
| 2015       | Confident                            | 16. Oktober 2015   | Island Records    | I et interview på "On Air With Ryan Seacrest" i anledningen af udgivelsen af singlen "Cool For The Summer" offentliggjorde Lovato, at det næste album ville blive udgivet i efteråret 2015.                  |
| 2017       | Tell Me You Love Me                  | 29. September 2017 | Island Records    | |
| 2017       | Tell Me You Love Me (Deluxe Edition) | 29. September 2017 | Island Records    | + Jax Jones - Instruction ft. Demi Lovato, Stefflon Don Demi Lovato - Sorry Not Sorry (Acoustic) Cheat Chodes - No Promises ft. Demi Lovato (Acoustic)                                                       |

## Filmografi
| Film      | Film                                      | Film                | Film                                      |
| År        | Film                                      | Rolle               | Noter                                     |
| --------- | ----------------------------------------- | ------------------- | ----------------------------------------- |
| 2008      | Camp Rock                                 | Mitchie Torres      |                                           |
| 2009      | Jonas Brothers: The 3D Concert Experience | Sig selv            |                                           |
| 2009      | Projekt Prinsesse                         | Prinsesse Rosalinda |                                           |
| 2010      | Camp Rock 2: The Final Jam                | Mitchie Torres      |                                           |
| TV        |                                           |                     |                                           |
| År        | Titel                                     | Rolle               | Noter                                     |
| 2002—2003 | Barney og Venner                          | Angela              | Tilbagevendende rolle                     |
| 2006      | Prison Break                              | Danielle Curtin     | Gæsteoptræden, episode: First Down        |
| 2007      | As the Bells Rings                        | Charlotte Adams     |                                           |
| 2008      | Just Jordan                               | Nicole              | Gæsteoptræden, episode: Slippery When Wet |
| 2008      | Disney Channel Games                      | Sig selv            | Deltager, Blå Hold (The Lightning)        |
| 2009-2011 | Sonnys Chance                             | Sonny Monroe        |                                           |
| 2010-2011 | Extreme Makeover: Home Edition            | Sig selv            |                                           |
| 2010      | Greys hvide verden                        | Hayley              | afsnittet "Shiny Happy People"            |
| 2011      | Keeping Up with the Kardashians           | Sig selv            |                                           |
| 2012      | Punk'd                                    | Sig selv            |                                           |
| 2012–2013 | The X-Factor                              | Dommer              |                                           |
| 2013–2014 | Glee                                      | Dani                | Sæson 5                                   |
| 2020      | Will & Grace                              | Jenny               | Sæson 11                                  |

## Galleri
- Demi Lovato ved Redlight Traffic's åbningsgalla 19. oktober 2013.
- Lovato i september 2016.
- Lovato der bliver præsenteret med en pris for at forsvare unge mennesker med mentale sygdomme.
- Lovato på sin Demi World Tour.
- Demi Lovato som dommer på den amerikanske version of X - Factor.
- Demi Lovato ved Live at the Grammy Museum i Los Angeles, California, 16. september 2017.